# Diphyes bojani
Diphyes bojani is een hydroïdpoliep uit de familie Diphyidae. De poliep komt uit het geslacht Diphyes. Diphyes bojani werd in 1829 voor het eerst wetenschappelijk beschreven door Eschscholtz. 